# 彩虹烏鴉
彩虹烏鴉（Rainbow crow）又稱為多彩烏鴉，是美洲原住民雷納匹族神話中的生物之一。傳說有一年，異常漫長的寒冷覆蓋了大地，動物都為此憂心不已，最後牠們決定派出一位使者去向偉大的天神求助。在所有鳥類中羽毛最美麗的彩虹烏鴉自告奮勇踏上了這段艱辛的旅程；牠順利抵達了目的地，天神於是將火賜與牠。彩虹烏鴉用鳥喙銜著火回去拯救大家，但牠已不再是從前那隻美麗的鳥了；火將牠全身的羽毛都烤成了焦黑色，原本漂亮的毛色如今只依稀可辨，而且牠的聲音也因為煙燻而變得粗糙沙啞。因此，彩虹烏鴉被雷納匹族人視為無私與奉獻的象徵。